# 島津佳一
島津 佳一（しまづ よしかず、1948年7月29日- ）は、大分県日田市出身の元プロ野球選手（外野手）である。

## 来歴・人物
別府大学附属高校では、1966年春季九州大会県予選準決勝に進むが、大分商に敗退。大東文化大学に進学。首都大学野球リーグでは1年秋にベストナインを受賞するが優勝に届かず、3位4回にとどまる。卒業後は本田技研鈴鹿に入社、安田広輝とともに中心打者として起用される。1972年の都市対抗にチーム初出場を果たす。1回戦で熊谷組と対戦し本塁打を放つなど活躍。1973年のドラフト会議で日拓ホームフライヤーズ（会議後、日本ハムがチームを買収）の2位指名を受けてプロ入り。
1年目の1974年から一軍に上がり、シーズン終盤には11試合に中堅手として先発出場。うち8試合には俊足を買われ一番打者として起用される。同年から2年連続でイースタン・リーグでの盗塁王を獲得。翌年以降は打撃面で伸び悩み、1976年は出場機会がなく、同年オフに自由契約選手となる。1977年にクラウンライターライオンズへ移籍。しかし出場は僅か4試合に留まり、同年オフに引退した。

## 詳細情報

### 年度別打撃成績
| 年 度     | 球 団     | 試 合 | 打 席 | 打 数 | 得 点 | 安 打 | 二 塁 打 | 三 塁 打 | 本 塁 打 | 塁 打 | 打 点 | 盗 塁 | 盗 塁 死 | 犠 打 | 犠 飛 | 四 球 | 敬 遠 | 死 球 | 三 振 | 併 殺 打 | 打 率 | 出 塁 率 | 長 打 率 | O P S |
| --------- | --------- | ----- | ----- | ----- | ----- | ----- | -------- | -------- | -------- | ----- | ----- | ----- | -------- | ----- | ----- | ----- | ----- | ----- | ----- | -------- | ----- | -------- | -------- | ----- |
| 1974      | 日本ハム  | 18    | 47    | 38    | 5     | 10    | 1        | 0        | 0        | 11    | 0     | 4     | 6        | 0     | 0     | 8     | 0     | 1     | 6     | 2        | .263  | .404     | .289     | .694  |
| 1975      | 日本ハム  | 16    | 11    | 11    | 2     | 2     | 0        | 0        | 0        | 2     | 1     | 4     | 1        | 0     | 0     | 0     | 0     | 0     | 7     | 0        | .182  | .182     | .182     | .364  |
| 1977      | クラウン  | 4     | 2     | 2     | 0     | 0     | 0        | 0        | 0        | 0     | 0     | 0     | 0        | 0     | 0     | 0     | 0     | 0     | 0     | 0        | .000  | .000     | .000     | .000  |
| 通算：3年 | 通算：3年 | 38    | 60    | 51    | 7     | 12    | 1        | 0        | 0        | 13    | 1     | 8     | 7        | 0     | 0     | 8     | 0     | 1     | 13    | 2        | .235  | .350     | .255     | .605  |

### 記録
- 初出場：1974年5月8日、対太平洋クラブライオンズ前期3回戦（後楽園球場）、9回裏に大杉勝男の代走で出場
- 初先発出場：1974年9月14日、対近鉄バファローズ後期9回戦（後楽園球場）、7番・中堅手で先発出場

### 背番号
- 38 （1974年 - 1976年）
- 54 （1977年）